# Real Monarchs
El Real Monarchs es un equipo de fútbol de los Estados Unidos que juega en la MLS Next Pro.

## Historia
Fue fundado en el año 2014 en la ciudad de Salt Lake City, Utah y está afiliado al Real Salt Lake de la Major League Soccer.

## Estadio
El club en su temporada inaugural jugará de local en el mismo escenario del Real Salt Lake, el Rio Tinto Stadium, con capacidad para 20.213 espectadores, aunque para la temporada 2016 espera jugar en su propia sede, el Utah State Fair's, el cual comenzará a edificarse en el 2015.

## Entrenadores
| Entrenador     | País                      | Desde                   | Hasta                  | PJ  | PG | PE | PP | %      |
| -------------- | ------------------------- | ----------------------- | ---------------------- | --- | -- | -- | -- | ------ |
| Freddy Juarez  | Bandera de México         | 23 de diciembre de 2014 | 6 de diciembre de 2016 | 60  | 18 | 28 | 14 | 30.00% |
| Mike Petke     | Bandera de Estados Unidos | 22 de diciembre de 2016 | 29 de marzo de 2017    | 1   | 1  | 0  | 0  | 100%   |
| Mark Briggs    | Bandera de Inglaterra     | 30 de marzo de 2017     | 23 de agosto de 2018   | 56  | 35 | 11 | 10 | 62.50% |
| Jámison Olave  | Bandera de Colombia       | 24 de agosto de 2018    | 21 de enero de 2019    | 11  | 3  | 7  | 1  | 27.27% |
| Martín Vásquez | Bandera de México         | 22 de enero de 2019     | 1 de julio de 2019     | 15  | 6  | 6  | 3  | 40.00% |
| Jámison Olave  | Bandera de Colombia       | 2 de julio de 2019      | 15 de enero de 2024    | 123 | 39 | 14 | 70 | 60.87% |